# Trinoton nigrum
Trinoton nigrum är en insektsart som beskrevs av Le Souëf 1902. Trinoton nigrum ingår i släktet jättespringlöss, och familjen spolätare. Inga underarter finns listade i Catalogue of Life.